# Mecopisthes pictonicus
Mecopisthes pictonicus är en spindelart som beskrevs av Denis 1949. Mecopisthes pictonicus ingår i släktet Mecopisthes och familjen täckvävarspindlar.
Artens utbredningsområde är Frankrike. Inga underarter finns listade i Catalogue of Life.